# L'Éducation d'une fée
Pour plus de détails, voir Fiche technique et Distribution.
L'Éducation d'une fée (La educación de las hadas) est un film espagnol réalisé par José Luis Cuerda, sorti en 2006.

## Synopsis
Un garçon de huit ans cherche une fée pour sauver le mariage de sa mère avec son beau-père.

## Fiche technique
- Titre : L'Éducation d'une fée
- Titre original : La educación de las hadas
- Réalisation : José Luis Cuerda
- Scénario : José Luis Cuerda, d'après le roman homonyme de Didier van Cauwelaert
- Musique : Lucio Godoy
- Photographie : Hans Burmann
- Montage : Nacho Ruiz Capillas
- Production : Frales Felices et Gerardo Herrero
- Société de production : Finales Felices, Lazennec & Associés, Madragoa Filmes, Messidor Films, Pol-Ka Producciones et Tornasol Films
- Pays :  Argentine,  France,  Portugal et  Espagne
- Genre : Drame et romance
- Durée : 103 minutes
- Dates de sortie : 
  - Espagne : 23 juin 2006

## Distribution
- Ricardo Darín : Nicolás
- Irène Jacob : Ingrid
- Bebe : Sezar
- Víctor Valdivia : Raúl
- Jordi Bosch : Matarredona
- Abdelaziz Arradi : Kateb
- Glòria Roig : Luisa (as Gloria Roig)
- Neuman : Rachid
- Albert Pérez : Celador

## Distinctions
Le film a été nommé pour trois prix Goya et a remporté celui de la meilleure chanson.